# Мельники (Ганцевичский район)
Мельники (бел. Мельнікі) — деревня в Ганцевичском районе Брестской области Белоруссии. Входит в состав Начского сельсовета.

## География
Деревня находится в северо-восточной части Брестской области, к западу от водохранилища Локтыши, при автодороге Н-3, на расстоянии приблизительно 16 километров (по прямой) к востоку от города Ганцевичи, административного центра района. Абсолютная высота — 161 метр над уровнем моря. Площадь населённого пункта — 1,2684 км².

## История
По состоянию на 1909 год, в Мельниках имелось 40 дворов и проживало 267 человек. В административном отношении деревня входила в состав Круговичской волости Слуцкого уезда Минской губернии.
Согласно Рижскому мирному договору (1921), деревня вошла в состав межвоенной Польши. Входила в состав гмины Круговичи Лунинецкого повета Полесского воеводства Польши. В 1921 году числилось 242 жителя, проживавших в 51 доме. В этническом составе населения того периода белорусы составляли 100 %. В конфессиональном составе населения преобладали православные христиане (100 %).
С 1939 года в БССР.

## Население
По данным переписи 2019 года, в деревне проживало 83 человека.
| Год  | Население, человек |
| ---- | ------------------ |
| 1909 | 267                |
| 1921 | ↘ 242              |
| 2009 | ↘ 137              |
| 2019 | ↘ 83               |